# Oskar (Teatr Telewizji)
Oskar – spektakl Teatru Telewizji z 2005 roku w reżyserii Marka Piwowskiego, którego scenariusz  jest adaptacją głośnej książki Érica-Emmanuela Schmitta Oskar i pani Róża.

## Obsada aktorska
- Maciej Matulka (Oskar)
- Agnieszka Mandat (Pani Róża)
- Aleksander Machalica (Doktor Düsseldorf)
- Aleksandra Czarnecka (Peggy Blue)
- Wenanty Nosul (Ojciec Oskara)
- Małgorzata Matulka (Matka Oskara)
- Marcin Panasz (Ojciec Peggy Blue)
- Magdalena Marszałek (Matka Peggy Blue)
- Maciej Musiał (Stefan "Szaszłyk")
- Adam Fronczak ("Pop Corn")
- Ewa Wagiel (Lekarka I)
- Małgorzata Domańska (Lekarka II)